# バリー・メンデル
バリー・メンデル（Barry Mendel, 1963年 - ）は、アメリカ合衆国の映画プロデューサー。

## 来歴
カリフォルニア州ユニバーサル・シティにBarry Mendel Productions（バリー・メンデル・プロダクションズ）という自身の名前を冠した制作会社を持っている。『ミュンヘン』および『シックス・センス』でアカデミー賞に2回ノミネートされている。

## 主な作品
- 天才マックスの世界 Rushmore (1998)
- シックス・センス The Sixth Sense (1999)
- アンブレイカブル Unbreakable (2000)
- ザ・ロイヤル・テネンバウムズ The Royal Tenenbaums (2001)
- ライフ・アクアティック The Life Aquatic with Steve Zissou (2004)
- セレニティー Serenity (2005)
- ミュンヘン Munich (2005)
- ハプニング The Happening (2008)
- ローラーガールズ・ダイアリー Whip It (2009)
- 素敵な人生の終り方 Funny People (2009)
- シャンハイ Shanghai (2010)
- サイコ リバース Peacock (2010)
- ブライズメイズ 史上最悪のウェディングプラン Bridesmaids (2011)
- 40歳からの家族ケーカク This Is 40 (2012)
- ゴッド・ヘルプ・ザ・ガール GOD HELP THE GIRL (2014)
- エイミー、エイミー、エイミー! こじらせシングルライフの抜け出し方 Trainwreck (2015)
- ビッグ・シック ぼくたちの大いなる目ざめ The Big Sick (2017)
- 15年後のラブソング Juliet, Naked (2018)
- キング・オブ・スタテンアイランド The King of Staten Island (2020)